# حركة أرضية قوية
في علم الزلازل، الحركة الأرضية القوية (بالإنجليزية: Strong ground motion)‏، هي الهزة الأرضية القوية التي تحدث بالقرب (أقل من 50 كم تقريبًا) من الصدع المُسبب. إن قوة الاهتزاز التي تنطوي عليها الحركة الأرضية القوية عادةً ما تطغى على مقياس الزلازل، مما يجبر على استخدام جهاز قياس التسارع (أو مقاييس سرعة الحركة القوية) للتسجيل. يتعامل علم الحركة الأرضية القوية أيضًا مع اختلافات تمزق الصدوع، سواءً في الإزاحة الكلية، والطاقة المنطلقة، وسرعة التمزق.